# アティリウス氏族
アティリウス氏族 (gens Atilia もしくは Atillia)は、古代ローマにおける氏族で、パトリキ系もしくはプレブス系の両方がある。
この氏族で初めて執政官となったのは、紀元前335年のマルクス・アティリウス・レグルス・カレヌスで、それ以降も共和政時代を通じて政治家を輩出しており、帝政に入ってからも同様であった。

## 個人名
アティリウス氏族の男たちは個人名にルキウス、マルクス、ガイウス、アウルス、そしてセクストゥスを好んだ。それ以外は帝政までは使われていない。

## 枝族と家族名

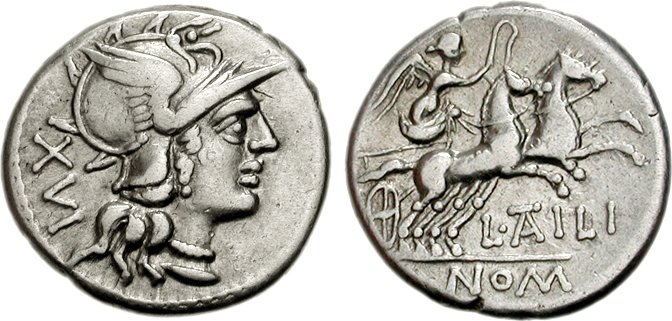
紀元前141年にアティリウス氏族によって鋳造されたと思われるデナリウス銀貨

アティリウス氏族の共和政下での家族名は、ブルブス、カラティヌス、ロングス、レグルス、そしてセッラヌスであり、このうちロングスは間違いなくパトリキであった。コインにセラヌス(Seranus)の表記も見られるが、セッラヌス(Serranus)の事だと思われる。カラティヌスはカイアティヌスの表記もあるが、恐らくカンパニアの都市カレスか、その近隣の都市カイアから来ていると思われる。アティリウス・レグルスの一人は紀元前335年カレスを陥落させたことから、カレヌスと呼ばれた。
レグルス家がアティリウス氏族で最大の家系で、紀元前4世紀後半に現れた。セッラヌス家はその子孫であり、紀元前1世紀まで栄えた。

## メンバー
- ルキウス・アティリウス・ルスクス：最初の執政武官の一人で紀元前444年に選出。次の年執政武官は後任が立てられず、執政官が復活した[5][6]
- ルキウス・アティリウス・プリスクス：紀元前399年と396年の執政武官
- ルキウス・アティリウス：紀元前311年の護民官。同僚のガイウス・マルキウスと共にトリブス民会でトリブヌス・ミリトゥムを選出するようにする法案を提出[7]
- アウルス・アティリウス・カラティヌス：紀元前258年と254年の執政官。249年には独裁官も
  - ガイウス・アティリウス・ブルブス：紀元前245年と235年の執政官
- ルキウス・アティリウス：紀元前216年のクアエストル。カンナエの戦いで死亡[8]
- マルクス・アティリウス：紀元前216年の二人官。ガイウスと共に、プラエトルのルキウス・マンリウス・ウルソが誓ったコンコルディア神殿を建造する[9]
- ガイウス・アティリウス：紀元前216年の二人官
- ルキウス・アティリウス：ロクリ守備隊の司令官だったが部隊と共に海路レギウムに逃れ、紀元前215年町はハンニバルに降伏した[10]
- ルキウス・アティリウス：紀元前197年のプラエトル。 サルディニア属州に赴任[11]
- ルキウス・アティリウス：紀元前168年、ルキウス・アエミリウス・パウルス・マケドニクス によって、対マケドニア王ペルセウス戦略の一環としてサモトラキ島へ派遣される
- ルキウス・アティリウス：恐らく紀元前2世紀中頃の法律家
- マルクス・アティリウス：紀元前2世紀の喜劇詩人。キケロやウァロ・アタキヌスに引用された
- アティリウス：解放奴隷。フィデナエに安価な木造円形劇場を建設したが、ティベリウス時代の27年に倒壊。少なくとも2万人が死亡、5万の観客全員が負傷するという過去最悪の惨事となった[12][13]
- アティリウス・ウェルギリオ：69年、ガルバに歯向かった旗手の一人
- アティリウス・ルフス：ドミティアヌス時代のシリア総督。アグリコラがブリタンニアから召還される直前の84年に死去[14]
- マルクス・アティリウス・ポストゥムス・ブラドゥア：ドミティアヌス時代にプロコンスルとしてアシア属州総督を務める[15]
  - マルクス・アティリウス・メティリウス・ブラドゥア：別名アッピウス・ブラドゥア。ポストゥムス・ブラドゥアの子。108年の執政官。ブリタンニア属州、ゲルマニア属州、アフリカ属州総督を歴任し、ハドリアヌスの巡察にも一部付き従ったとみられる
    - マルクス・アティリウス・メティリウス・ブラドゥア・カウキディウス・テルトゥッルス…バッスス：アッピウス・ブラドゥアの子。アントニウス・ピウス時代にプロコンスルとしてアフリカ属州総督を務める[16]
    - アティリア・カウキディア・テルトゥッラ：アッピウス・ブラドゥアの娘.[17][15]
- アティリウス・クレスセンス：小プリニウスの友人
- ティトゥス・アティリウス・ティティアヌス, 127年の執政官
- アティリウス・フォルトゥナティアヌス：恐らく4世紀のラテン文学教師。名前からアフリカ属州出身と思われる

### アティリウス・レグルス家とセッラヌス家
- マルクス・アティリウス・レグルス・カレヌス：紀元前335年の執政官で、同僚のマルクス・ウァレリウス・コルウスとカレスを陥落させた
  - (マルクス・アティリウス・レグルス)
    - マルクス・アティリウス・レグルス (紀元前294年の執政官)：サムニウム人に勝利し凱旋式を挙行
      - ガイウス・アティリウス・レグルス・セッラヌス：セッラヌス家の創始者。紀元前257年と250年の執政官
        - ガイウス・アティリウス・セッラヌス：紀元前218年のプラエトル
- マルクス・アティリウス・レグルス：紀元前267年の執政官。256年にも補充執政官を務める。第一次ポエニ戦争中捕虜となる
  - マルクス・アティリウス・レグルス (紀元前227年の執政官)：紀元前227年と217年には執政官、214年にはケンソルを務める
  - ガイウス・アティリウス・レグルス：紀元前225年の執政官。テラモンの戦いで戦死
- ガイウス・アティリウス・セッラヌス：紀元前185年のプラエトル
- マルクス・アティリウス・セッラヌス：紀元前174年のプラエトル
- アウルス・アティリウス・セッラヌス：紀元前170年の執政官
- マルクス・アティリウス・セッラヌス：紀元前152年プラエトルとしてヒスパニア・ウルテリオルを管轄。ルシタニア人を破り主要都市の一つOxthracaeを陥落させた[18]
- セクストゥス・アティリウス・セッラヌス：紀元前136年の執政官
- ガイウス・アティリウス・セッラヌス：紀元前106年の執政官。紀元前100年にはサトゥルニヌス派を鎮圧
- アティリウス・セッラヌス：紀元前87年、マリウスがローマへ帰還した際に処刑した著名人の一人[19]
- セクストゥス・アティリウス・セッラヌス・ガウィアヌス：紀元前57年の護民官
- アティリウス・セッラヌス・ドメスティクス：紀元前54年、キケロによって言及[20]